# Vườn thú Bình Nhưỡng
Vườn thú Trung tâm Bình Nhưỡng (tiếng Triều Tiên: 조선중앙동물원, Hàn tự: 朝鮮中央動物園) là một vườn thú Quốc gia ở Bắc Triều Tiên tọa lạc tại núi Taesong ở thủ đô Bình Nhưỡng. Vườn thú khánh thành từ năm 1959, do lãnh tụ Kim Nhật Thành chỉ đạo xây dựng.

## Giới thiệu
Sau hai năm tạm thời đóng cửa để tu sửa, Vườn bách thú Trung tâm ở Bình Nhưỡng đã được đưa vào hoạt động trở lại vào tháng 7 năm 2016, Công việc tu sửa vườn bách thú bắt đầu vào năm 2014 và hoàn tất vào tháng 7. Đây là một nỗ lực của ông Kim Jong-un nhằm mang đến cho người dân nơi đây một địa điểm giải trí hiện đại, ấn tượng hơn. Trong vườn thú còn có một bảo tàng lịch sử công nghệ cao, trong đó trưng bày mô hình về nguồn gốc hệ mặt trời và sự tiến hóa trên trái đất. Hơn 40 chuồng thú vừa được xây dựng trong sở thú để phù hợp với cảnh quan xung quanh. Vườn thú này từng bị tạp chí du lịch Lonely Planet chỉ trích là nhốt những con thú trong các chuồng trại không phù hợp, ấn phẩm du lịch Lonely Planet chỉ trích vì nuôi dưỡng động vật trong điều kiện tồi tệ. Theo lời trích dẫn của Lonely Planet, “hầu hết các con thú ở đây trông khá tuyệt vọng”.

## Các loài
Hiện nay tổng số động vật của vườn thú là 5.000 cá thể động vật hoang dã thuộc tổng cộng 650 giống loài. Ban đầu, vườn thú này chỉ mới có chứng 50 con lửng. Sau đó cùng năm, vườn thú tiếp nhận những con thú được tặng từ các nước khác, đầu tiên là một con voi do Chủ tịch Hồ Chí Minh của Việt Nam gửi tặng vào năm 1959. Sau này, tất cả những con voi hiện tại trong vườn thú là hậu duệ của con voi đó (con voi Anh Hùng). Tiếp đến là nhiều món quà khác như ngựa vằn và đà điểu do nhà lãnh đạo của Tanzania trao tặng, cố Tổng thống Suharto của Indonesia tặng đười ươi, Thị trưởng thành phố Kyoto Nhật Bản tặng con báo đốm Mỹ. Ngoài ra, vườn thú còn có thú của Lào, Tanzania, Indonesia, Nhật Bản. Bây giờ vườn thú có chỗ cho những con rùa, khỉ và các động vật hoang dã khác, như voi, lạc đà, hổ, lừa, gấu, hươu cao cổ, chim cánh cụt.
Vườn bách thú Bình Nhưỡng là nhà của nhiều giống chó độc đáo, trong đó có giống chó Schnauzers, Shih Tzus, Saint Bernards, Chihuahua hay chó chăn cừu Đức, Kim Jong-un được cho là đã tặng cho sở thú những con chó giống Schnauzer, Poodle, Becgie và một con Chihuahua. Một trong số những chó được nuôi dưỡng tại đây, con chó giống King Charles Spaniel, là món quà do một công ty Mỹ có tên Tapco gửi tặng cựu Chủ tịch Kim Jong-il vào năm 1995. Cựu Tổng thống Hàn Quốc Kim Dae-jung cũng đã gửi tặng miền Bắc một chú chó Jindo, hiện ở trong vườn thú. Cạnh chuồng chó Jindo là chó giống Pung San màu trắng, được xem là giống chó quốc khuyển của Triều Tiên.